# ジョージ・クレイトン・フォーク

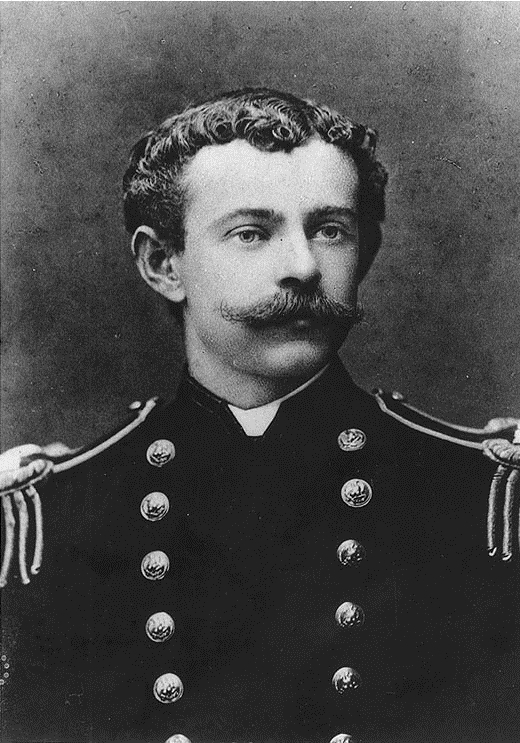
ジョージ・クレイトン・フォーク

ジョージ・クレイトン・フォーク（George Clayton Foulk, 1856年10月30日 - 1893年8月6日）は、アメリカ合衆国の外交官、アメリカ海軍少尉。アメリカ代理公使として朝鮮に2期駐在し（1885-1886, 1886-1887）、漢字名として福久（フォーク、복구）を名乗った。

## 生い立ち
1856年にペンシルバニア州マリエッタにて誕生。1872年にアナポリスの海軍兵学校に進み、1876年に卒業後軍務に就く。1877年に少尉に任官され、アジア分艦隊で6年間勤仕。蒸気船アラート号にてアジア旅行へ発ち、ニューヨーク港から大西洋を渡って地中海、スエズ運河を経てインド洋へ、そして日本に続く航海をした。この航海の間に、日本語と中国語を独学で勉強。1880年には神戸横浜間を徒歩旅行。1882年6月3日に、ベンジャミン・バッキンガム中尉およびウォルター・マクレーン少尉とともに日本を出発し、李氏朝鮮の釜山港と元山港、シベリア、ヨーロッパを経て、9月8日に到着。帰国後は海軍本部資料部の図書係に配属されたが、転部と昇進を願って日本語に加えて朝鮮語の勉強も始める。

## 朝鮮駐在時代
朝鮮に来航する外国船との衝突が増えるにつれ、朝鮮政府に対する宗主国・清の圧力が強まり、ロシア・日本の朝鮮支配を恐れた清政府は朝鮮政府に対して、イギリスから独立を勝ち取ったアメリカとの接近を指示、朝鮮側もアメリカ例外主義を信じ、対露、対日だけでなく対中勢力としてもアメリカに期待した。1882年に米朝修好通商条約が締結され、1883年9月、李氏朝鮮から閔妃の甥である閔泳翊ら遣米報聘使の一行が訪米すると、朝鮮語を扱えるほぼ唯一の通訳者として、フォークが起用され、2か月に渡ってボストンからワシントンDCまでアメリカ各地を案内した。報聘使長の閔泳翊は帰国に際しフォークの朝鮮駐在をアメリカ国務省に打診、海軍所属の一図書係を無暗に外交職にはできない国務省は海軍本部と協議し、朝鮮に海軍はなかったもののアメリカ公使館付「海軍駐在武官」という前例のない役職名を与えてこれを許可した。フォークは報聘使一行とともにヨーロッパを経由し、1884年5月、トレントン号で朝鮮に入国した。
彼は朝鮮駐箚中、輿で朝鮮各地を視察した。大きな視察は2回あり、1回目は43日かけて公州、光州、海印寺、釜山、大邱、聞慶などを訪問。2回目は漢城を訪問したが、このとき壬午事変が発生。このクーデターを機に、朝鮮人は彼を日本のスパイと疑い、敵意を向けた。
在朝鮮アメリカ公使ルーシャス・ハーウッド・フットの辞任にともない、1885年にフォークが代理公使となった。1885年から1886年まで、および1886年から1887年まで2度、駐朝鮮公使を務めた。フォークは1886年に任務を一度ウィリアム・ハーウォー・パーカーに引き継いだが、まもなくパーカーについて「常習的に飲酒をしている」とアルコール使用障害の報告がワシントンD.C.になされた。連邦政府はこれを深刻な事態と判断し、フォークを可及的速やかに朝鮮に戻すことを決定した。このときフォークは客船で帰国の途についていたが、その客船を引き止めるためにアメリカ海軍の艦隊が使用された。再任から数ヵ月後の1887年、清の要請を受けたアメリカ政府の人事により、フォークは駐朝鮮代理公使を退任。公使就任中は部下の一人もおらず、朝鮮の要人らからは、朝鮮の脅威である中国や日本、イギリス、ロシアへの対応策に関しての相談を頻繁に持ちかけられ孤軍奮闘ししていたが、朝鮮独立に関する助言が清政府から疎まれ、清との関係を慮った米政府により辞任させられた。

## 晩年
公使退任後、フォークは同志社学院に講師として就職。1887年9月7日、朝鮮駐在時代から文通を続けていた長崎出身の日本女性村瀬かね(1858-1936、三田教会会員)と結婚。1888年から1890年まで横浜のアメリカン貿易に勤務。1890年から1893年まで同志社学院で数学教授として勤務。朝鮮を離れた時点から体調を悪くしていたフォークは、1893年に保養のため妻と箱根に滞在中、山登りの途中に行方不明となり、翌日心不全で亡くなっているのが発見された。京都市左京区鹿ケ谷若王子山町にある同志社墓地に埋葬されている。

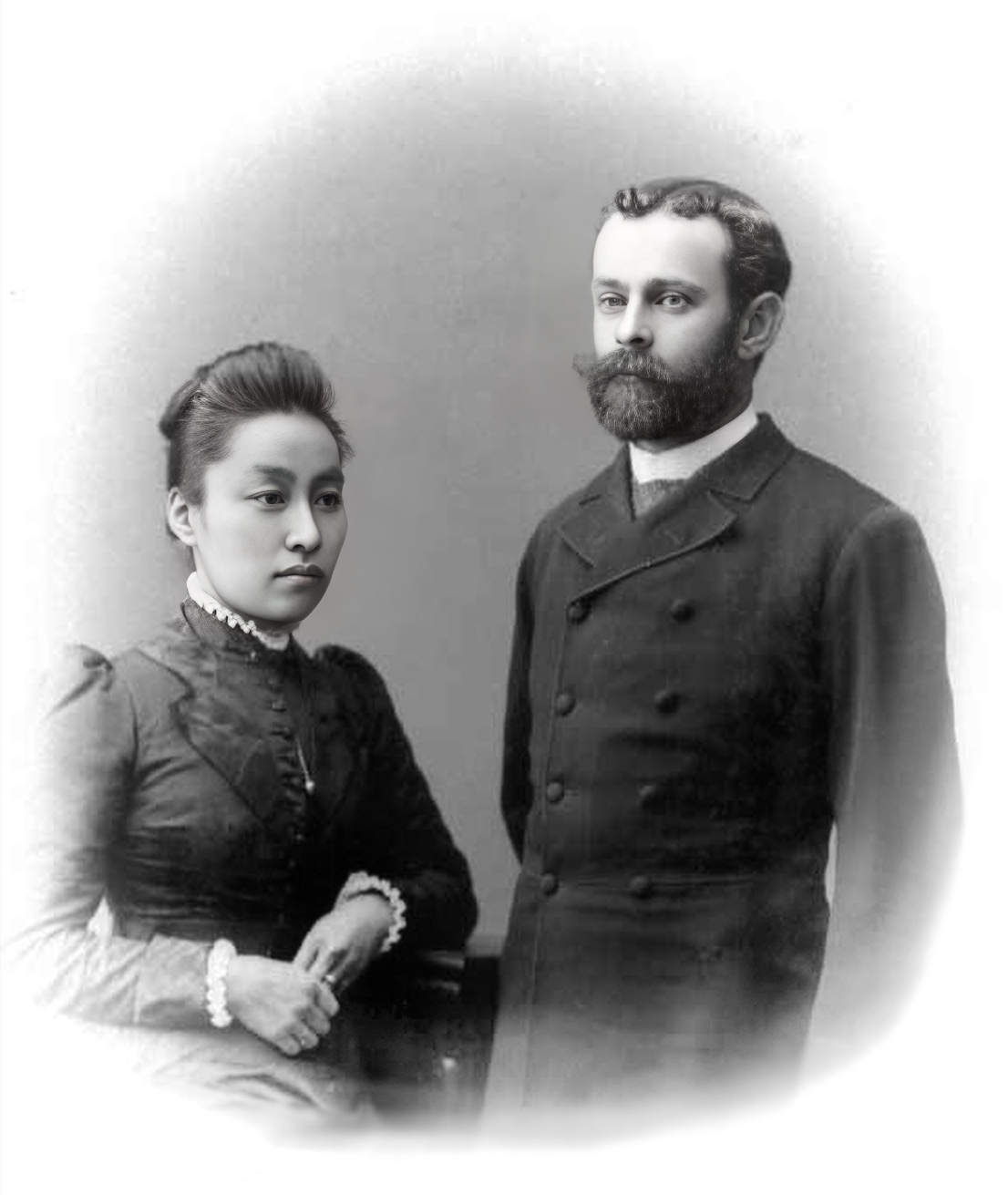
ジョージ・クレイトン・フォークと村瀬かね

## 関連書
- INSIDE THE HERMIT KINGDOM The 1884 Korea Travel Diary of George Clayton Foulk, Samuel Hawley (Lexington Books, 2007) - 1884年に43日間朝鮮内を巡った際の旅日記
- AMERICA'S MAN IN KOREA The Private Letters of George C. Foulk, 1884-1887, Samuel Hawley (Lexington Books, 2007)